# Siergijew Posad

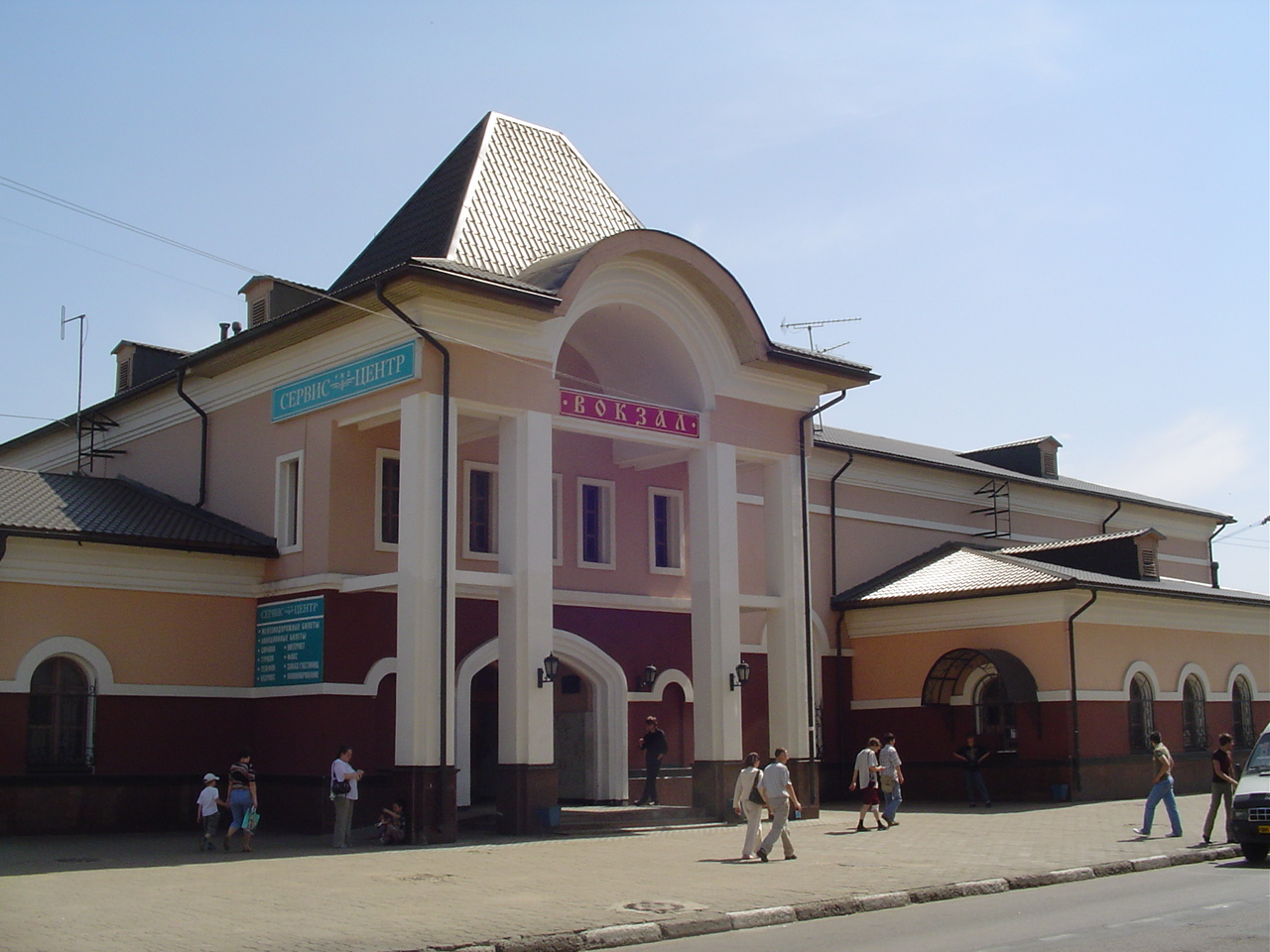
Stacja kolejowa

Siergijew Posad (ros. Сергиев Посад) – miasto w Rosji, w obwodzie moskiewskim, siedziba Siergijewo-Posadskiego rejonu. Miasto położone 71 km na północ od Moskwy, przy linii kolejowej Moskwa – Jarosław, nad rzeką Kanczurą i jej dopływami. W 2020 Siergijew Posad liczył 100,3 tys. mieszkańców.
Nazwy miasta: do 1919 – Siergijewskij Posad, Siergijew Posad, 1919–1930 – Siergijew, 1930–1992 – Zagorsk, od 1992 – Siergijew Posad.

## Historia
Początkowo na obszarze dzisiejszego miasta znajdowało się kilka niewielkich wiosek i przysiółków (m.in. Kokujewo, Panino, Klementiewo), powstały w końcu XIV wieku i na początku XV wokół klasztoru Trójcy Świętej i św. Sergiusza (Troicko-Siergijewskiego), od 1744 ławry, założonego w latach 40. XIV wieku przez świętego mnicha Sergiusza z Radoneża. Wsie były znane dzięki rzemiosłu, drewnianej rzeźbie i produkcji zabawek. W 1782 Katarzyna II założyła w tym miejscu miasto, które w 1792 przybrało regularny plan. W 1845 Siergiewskij Posad połączyła szosa z Moskwą, zaś w 1862 doprowadzono linię kolejową. W 1919 roku miasto zmieniło nazwę na Siergijew. W 1930 przyjęło nazwę Zagorsk, na cześć działacza rewolucyjnego W. Lubockiego (Zagorskiego). W 1992 przywrócono miastu historyczną nazwę.

## Zabytki
Najważniejszą atrakcją turystyczną miasta stanowi kompleks ławry Troicko-Siergijewskiej. Była to twierdza, którą w latach 1608–1610 bezskutecznie oblegała 30 tysięczna armia polsko-litewska. W klasztorze pracowali słynni ikonopisarze Andriej Rublow i Danił Czarny. Główną cerkwią kompleksu jest sobór Trójcy Świętej, w którym przechowywane są relikwie św. Sergiusza. Inne zabytkowe cerkwie miasta to: Wprowadzenia Matki Bożej do Świątyni i św. Paraskiewy (z 1547), Wniebowstąpienia Pańskiego (1766–1799), Zaśnięcia Matki Bożej (1769), św. Eliasza (1733). Do ważnych zabytków należą również hotel klasztorny z 1823, w stylu klasycystycznym, kramy kupieckie (początek XX wieku) i studnia piatnicka z XVIII wieku. Miasto zalicza się do Złotego Pierścienia Rosji.

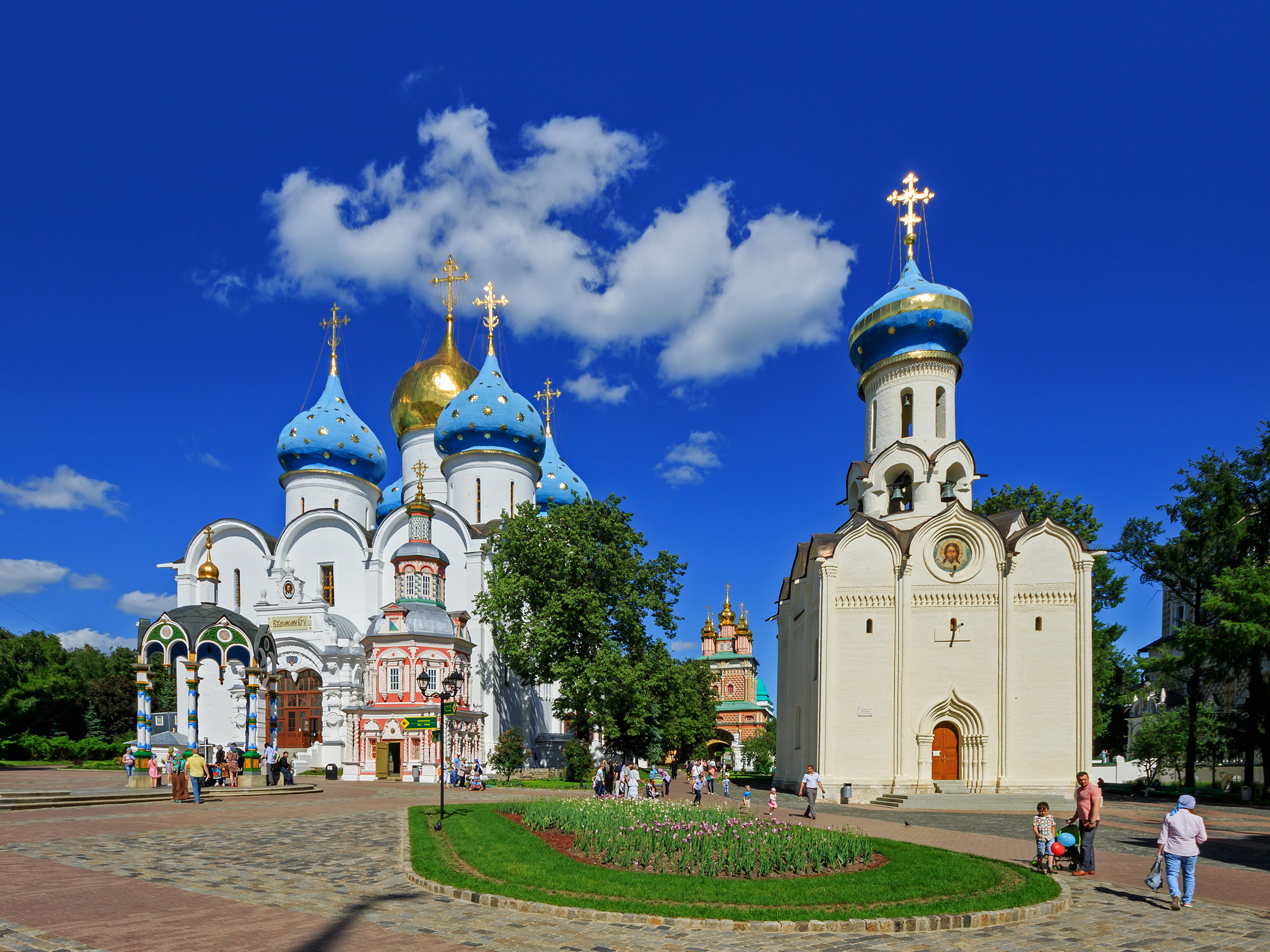
Ławra Troicko-Siergijewska.

## Kultura
W Siergijew Posadzie działa Moskiewskie Seminarium Duchowne (od 1742) i Moskiewska Akademia Duchowna (od 1814 roku). W 1918 założono tutaj działające do dziś muzeum zabawek, których wytwarzaniem zajmowali się mieszkańcy tych terenów od dawna. Na terenie Ławry Troicko-Siergijewskiej znajduje się od 1920 muzeum. W mieście znajduje się instytut naukowy hodowli ptaków, instytut humanistyczny, filie Uniwersytetu Moskiewskiego i akademii technicznej w Moskwie. Wydaje się tutaj lokalną gazetę „Wpierjod” („Naprzód”).

## Przemysł
W mieście mają siedzibę liczne zakłady przemysłowe: przemysłu samochodowego, maszynowego, chemicznego, lakierniczego, poligraficznego, optycznego, elektromechanicznego. Znajduje się tutaj kombinat materiałów budowlanych, fabryka traktorów, szwalnia i kilka małych zakładów przemysłu chemicznego. Ważnymi zakładami są również dwie fabryki zabawek i fabryka artystycznej rzeźby.

## Miasta partnerskie
- / Nowy Aton
- Sremski Karlovci